# Počenice-Tetětice
Obec Počenice-Tetětice se nachází v okrese Kroměříž ve Zlínském kraji. Žije zde 707 obyvatel.

## Části obce
- Počenice
- Tetětice

## Historie
První písemná zmínka o obci pochází z roku 1283. Nynější kostel sv. Bartoloměje byl postaven v 18. století. Od roku 1788 je v Počenicích škola jejíž budova stojí od roku 1886. Tetětice jsou od roku 1358 zmiňovány jako nevelký samostatný statek. V roce 1960 došlo ke sloučení obou obcí. 

## Obecní symboly
Blason znaku:
Polcený štít, pravé pole modro-stříbrně dělené, nahoře červená, stříbrně lemovaná a zlatým knoflíkem zakončená pohanská čepice, dole modrá radlice. V levém červeném poli zlatý obilný klas se dvěma listy a vztyčený stříbrný nůž ostřím doleva se zlatou rukojetí.
Blason vlajky:
List tvoří tři svislé pruhy, modro-bíle dělený, červený se žlutým obilným klasem se dvěma listy a bílo-modře dělený. Poměr šířky k délce listu je 2:3.
Návrhy obecních symbolů Počenic-Tetětic vznikly spojením symboliky starých obecních pečetí (radlice, obilný klas a nůž svatého Bartoloměje). Takzvaný kolpak, janičářská či tatarská čepice je převzata z erbu vladyk z Počenic, respektive z erbu pozdějších Želeckých z Počenic. Z jejich erbu pochází i zvolené tinktury, tedy barvy. Ze znaku vychází i zjednodušená podoba vlajky obce.

## Obyvatelstvo

### Struktura
Vývoj počtu obyvatel za celou obec i za jeho jednotlivé části uvádí tabulka níže, ve které se zobrazuje i příslušnost jednotlivých částí k obci či následné odtržení.
| Místní části   | Místní části           | 1869 | 1880 | 1890 | 1900 | 1910 | 1921 | 1930 | 1950 | 1961 | 1970 | 1980 | 1991 | 2001 | 2011 | 2013 |
| -------------- | ---------------------- | ---- | ---- | ---- | ---- | ---- | ---- | ---- | ---- | ---- | ---- | ---- | ---- | ---- | ---- | ---- |
| Počet obyvatel | část Počenice-Tetětice | 902  | 1049 | 1068 | 1014 | 1046 | 1068 | 1023 | 828  | 926  | 851  | 780  | 784  | 811  | 724  | 719  |
| Počet domů     | část Počenice-Tetětice | 148  | 183  | 195  | 207  | 211  | 212  | 242  | 250  | 244  | 245  | 234  | 286  | 299  | 299  | -    |

## Pamětihodnosti
- Kostel svatého Bartoloměje v Počenicích
- Socha svatého Josefa v Počenicích
- Kaple Andělů strážných v Tetěticích

## Osobnosti
- Karel Sergej Dubovský (1889–1943), československý legionář, důstojník a odbojář z období druhé světové války popravený nacisty
- Ivo Králík (1960–2019), fotbalista, odchovanec TJ Počenice-Tetětice

## Fotogalerie

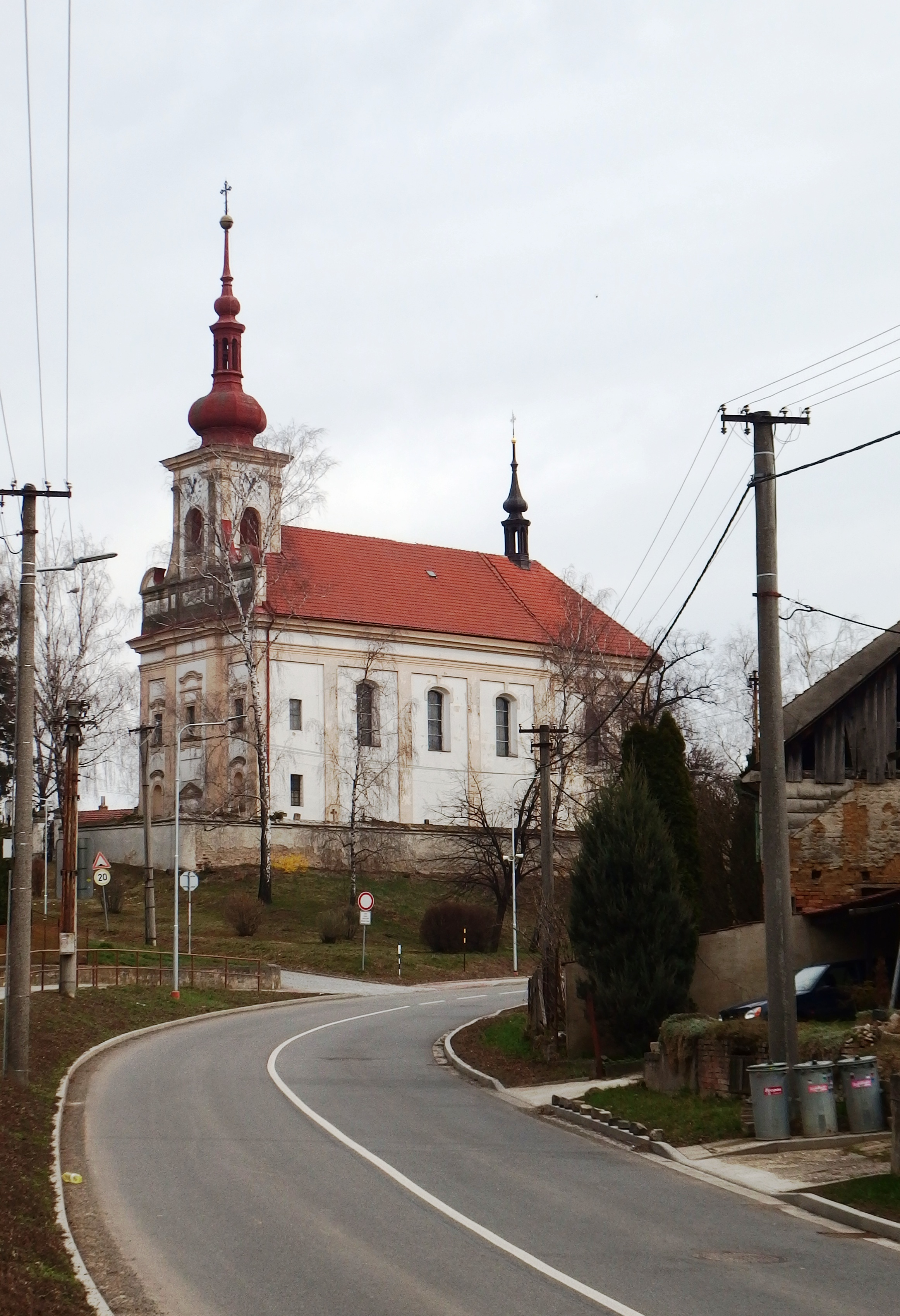
Kostel svatého Bartoloměje v Počenicích
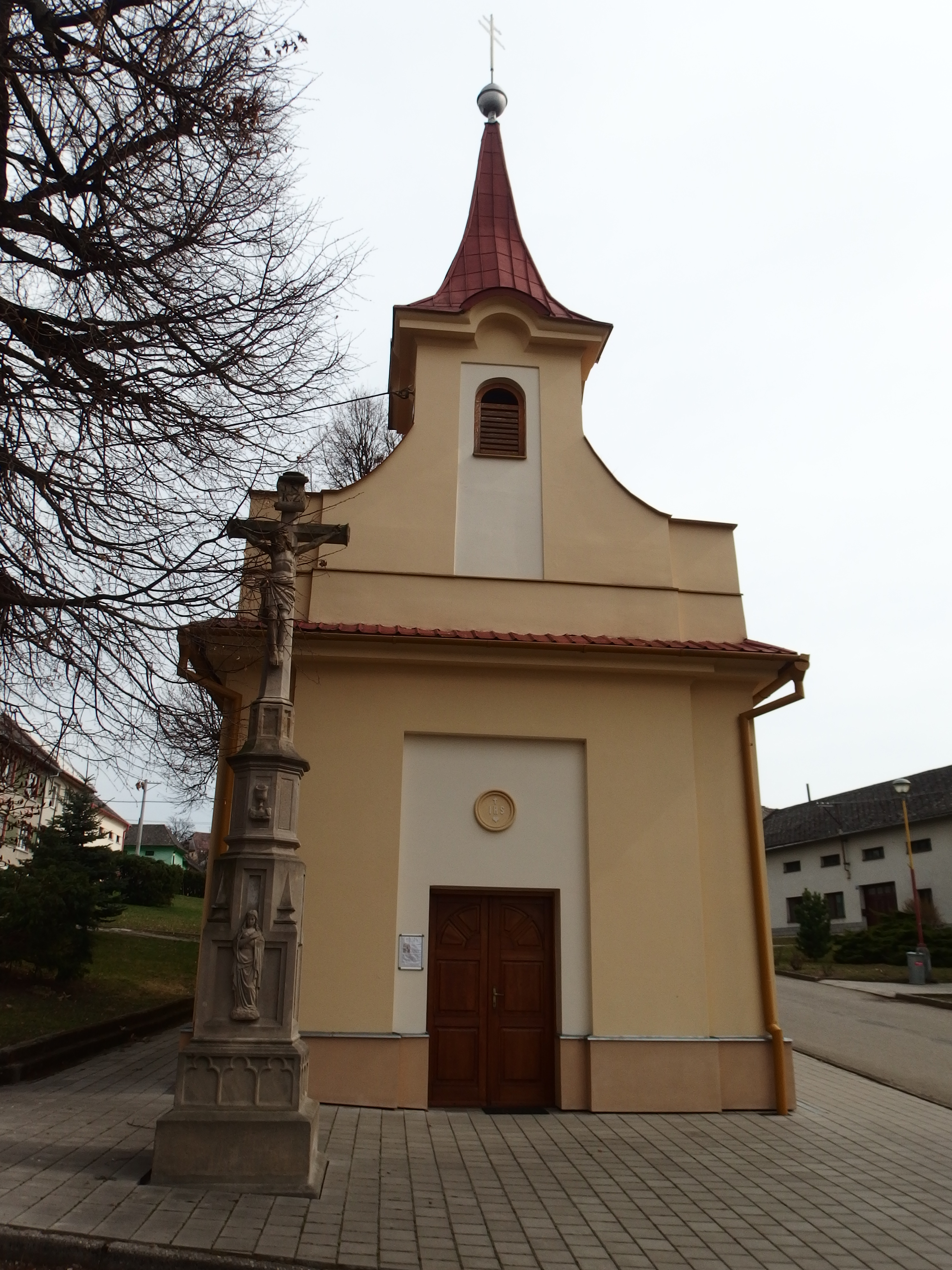
Kaple v Tetěticích
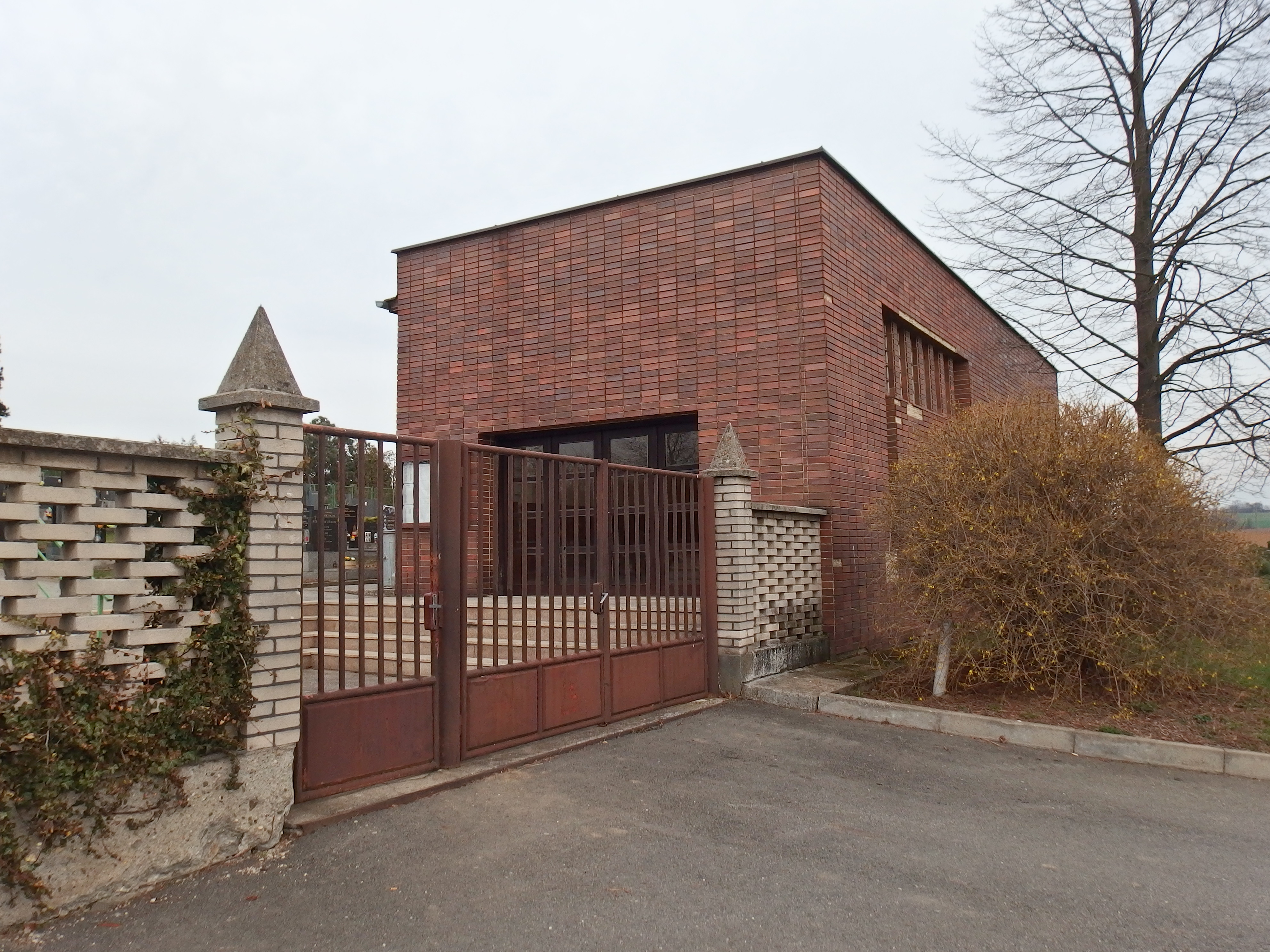
Hřbitov